# Wang (Baixa Áustria)
Wang (Baixa Áustria) é um município da Áustria localizado no distrito de Scheibbs, no estado de Baixa Áustria.

## Geografia
Wang ocupa uma área de 19,66 km². 29,05% da superfície são arborizados.

### Subdivisões
Berg, Ewixen, Griesperwarth, Grieswang, Höfling, Hofweid, Kaisitzberg, Lehmgstetten, Mitterberg, Nebetenberg, Pyhrafeld, Pyhrafeld, Reidlingberg, Reidlingdorf, Reitering, Schlott, Straß, Thurhofwang, Wang

## Política
O burgomestre é Franz Sonnleitner do Partido Popular Austríaco.

### Conselho Municipial
- ÖVP 15
- SPÖ 3
- FPÖ 1